# Grand Prix Formule 1 van Italië 2004
De Grand Prix Formule 1 van Italië 2004 werd gehouden op 12 september 2004 op het Autodromo Nazionale Monza in Monza.

## Uitslag
| Positie | Nummer | Rijder               | Team               | Ronden | Tijd/Opgave | Startplaats | Punten |
| ------- | ------ | -------------------- | ------------------ | ------ | ----------- | ----------- | ------ |
| 1       | 2      | Rubens Barrichello   | Scuderia Ferrari   | 53     | 1:15:18.448 | 1           | 10     |
| 2       | 1      | Michael Schumacher   | Scuderia Ferrari   | 53     | +1.347      | 3           | 8      |
| 3       | 9      | Jenson Button        | BAR-Honda          | 53     | +10.197     | 6           | 6      |
| 4       | 10     | Takuma Sato          | BAR-Honda          | 53     | +15.370     | 5           | 5      |
| 5       | 3      | Juan Pablo Montoya   | Williams-BMW       | 53     | +32.352     | 2           | 4      |
| 6       | 5      | David Coulthard      | McLaren - Mercedes | 53     | +33.439     | 10          | 3      |
| 7       | 4      | Antônio Pizzonia     | Williams-BMW       | 53     | +33.752     | 8           | 2      |
| 8       | 11     | Giancarlo Fisichella | Sauber - Petronas  | 53     | +35.431     | 15          | 1      |
| 9       | 14     | Mark Webber          | Jaguar Racing      | 53     | +56.761     | 12          |        |
| 10      | 7      | Jarno Trulli         | Renault            | 53     | +1:06.316   | 9           |        |
| 11      | 16     | Ricardo Zonta        | Toyota             | 53     | +1:22.531   | 11          |        |
| 12      | 12     | Felipe Massa         | Sauber - Petronas  | 52     | +1 Ronde    | 16          |        |
| 13      | 15     | Christian Klien      | Jaguar Racing      | 52     | +1 Ronde    | 14          |        |
| 14      | 18     | Nick Heidfeld        | Jordan-Ford        | 52     | +1 Ronde    | 20          |        |
| 15      | 21     | Zsolt Baumgartner    | Minardi - Cosworth | 50     | +3 Rondes   | 19          |        |
| DNF     | 8      | Fernando Alonso      | Renault            | 40     | Gespind     | 4           |        |
| DNF     | 19     | Giorgio Pantano      | Jordan-Ford        | 33     | Ongeluk     | 17          |        |
| DNF     | 20     | Gianmaria Bruni      | Minardi - Cosworth | 29     | Vuur        | 18          |        |
| DNF     | 6      | Kimi Räikkönen       | McLaren - Mercedes | 13     | Motor       | 7           |        |
| DNF     | 17     | Olivier Panis        | Toyota             | 0      | Botsing     | 13          |        |

## Wetenswaardigheden
- Laatste race: Giorgio Pantano. Hij werd de laatste drie races vervangen door Timo Glock.
- Laatste race voor team: Jarno Trulli voor Renault.
- Rondeleiders: Rubens Barrichello 21 (1-4; 37-53), Fernando Alonso 6 (5-10), Jenson Button 24 (11-34) en Michael Schumacher 2 (35-36).
- David Coulthard startte uit de pitstraat nadat hij in de pits ging na de opwarmronde.

## Statistieken
| Snelste ronde | Rubens Barrichello | Scuderia Ferrari | 1:21.046 |

1921 · 1922 · 1923 · 1924 · 1925 · 1926 · 1927 · 1928 · 1931 · 1932 · 1933 · 1934 · 1935 · 1936 · 1937 · 1938 · 1947 · 1948 · 1949 · 1950 · 1951 · 1952 · 1953 · 1954 · 1955 · 1956 · 1957 · 1958 · 1959 · 1960 · 1961 · 1962 · 1963 · 1964 · 1965 · 1966 · 1967 · 1968 · 1969 · 1970 · 1971 · 1972 · 1973 · 1974 · 1975 · 1976 · 1977 · 1978 · 1979 · 1980 · 1981 · 1982 · 1983 · 1984 · 1985 · 1986 · 1987 · 1988 · 1989 · 1990 · 1991 · 1992 · 1993 · 1994 · 1995 · 1996 · 1997 · 1998 · 1999 · 2000 · 2001 · 2002 · 2003 · 2004 · 2005 · 2006 · 2007 · 2008 · 2009 · 2010 · 2011 · 2012 · 2013 · 2014 · 2015 · 2016 · 2017 · 2018 · 2019 · 2020 · 2021 · 2022 · 2023 · 2024 · 2025